# Jakob Axel Staël von Holstein

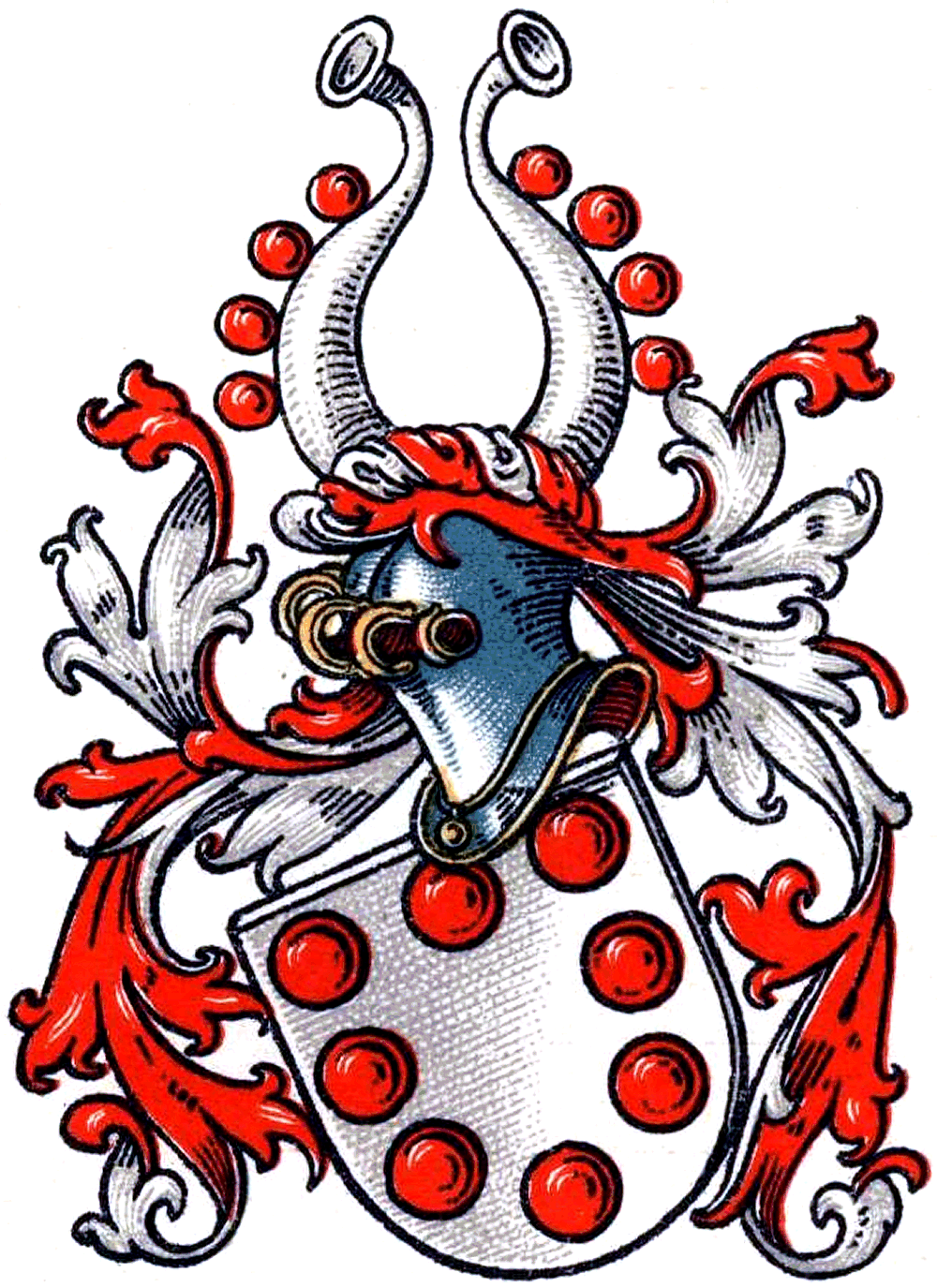
Stammwappen der Staël von Holstein

Jakob Axel Staël von Holstein (* um 1680; † 1730 in Stralsund) war ein aus Schwedisch-Livland stammender schwedischer Oberst aus dem Geschlecht der Staël von Holstein. Er ist der Großonkel des Ehemanns von Madame de Staël.

## Leben
Bekannt wurde Staël von Holstein durch sein Duell mit Peter Wessel Tordenskiold, das am 12. November 1720 auf der Sehlwiese bei Gleidingen im Bistum Hildesheim stattfand. Anlass war ein Streit beim Kartenspiel am Kurfürstlichen Hof in Hannover, bei dem Tordenskiold seinen Spielpartner beschuldigte, einen dänischen Landsmann beim Spiel betrogen zu haben. Bereits im ersten Waffengang stach Staël seinem Gegner den Degen in die Brust; Tordenskiold verblutete noch auf dem Duellplatz. Nach dem Duell floh Staël ins schwedische Bremen-Verden. 
Staël stand in Beziehungen zu dem märkischen Geschlecht Königsmarck. 1725 versuchte er vergeblich, für eine hohe Geldsumme den Hannoverschen Hof belastende Briefe der Kurprinzessin Sophie Dorothea von Braunschweig-Lüneburg an ihren im Zug der Königsmarck-Affäre ermordeten Geliebten Philipp Christoph von Königsmarck zu verkaufen. 
Jakob Axel Staël von Holstein war mit Ulrika Augusta von  Löwenhaupt (1691–1735) verheiratet, der Tochter von Carl Gustav von Löwenhaupt und Amalie Wilhelmine von Königsmarck. Er ist der Großonkel von Erik Magnus Staël von Holstein, der 1786 Germaine Necker heiratete, bekannt als Madame de Staël.